# Vale de Dedham
Vale de Dedham (Dedham Vale) é uma pintura do pintor romântico britânico John Constable. É datada de 1802. Trata-se de uma pintura a óleo que está agora no Galeria Nacional da Escócia, em Edimburgo, Escócia. 
O vale de Dedham é oficialmente considerado uma Área de Destacada Beleza Natural. Está localizado no limite entre Essex e Suffolk, no leste da Inglaterra. Inclui a área ao redor do rio Stour entre Manningtree e Bures, incluindo a cidade de Dedham, em Essex. Esta área é conhecida desde os tempos em que John Constable ainda vivia como Constable Country (O país de Constable), quando se tornou famoso pelas obras deste pintor. 
Entre os diferentes trabalhos de John Constable que representam o Vale de Dedham, encontra-se esta pintura de 1802, preservada no Galeria Nacional da Escócia. 